# Čelnovaja
La Čelnovaja (in russo Челновая?) è un fiume della Russia europea centrale, affluente di sinistra della Cna (bacino idrografico della Oka). Scorre nei rajon Tambovskij, Sosnovskij e Moršanskij dell'oblast' di Tambov.
Ha origine in un burrone vicino al villaggio di Neznanovka; la corrente è tortuosa, la direzione è meridionale. Nei pressi di Sosnovka gira bruscamente verso est e per gli ultimi 40 km scorre in quest'ultima direzione. Sfocia nel fiume Cna a 246 km dalla foce. Il fiume ha una lunghezza di 121 km, l'area del suo bacino è di 1 790 km². Le coste della Čelnovaja sono densamente popolate, il fiume non è navigabile.